# Atropintest

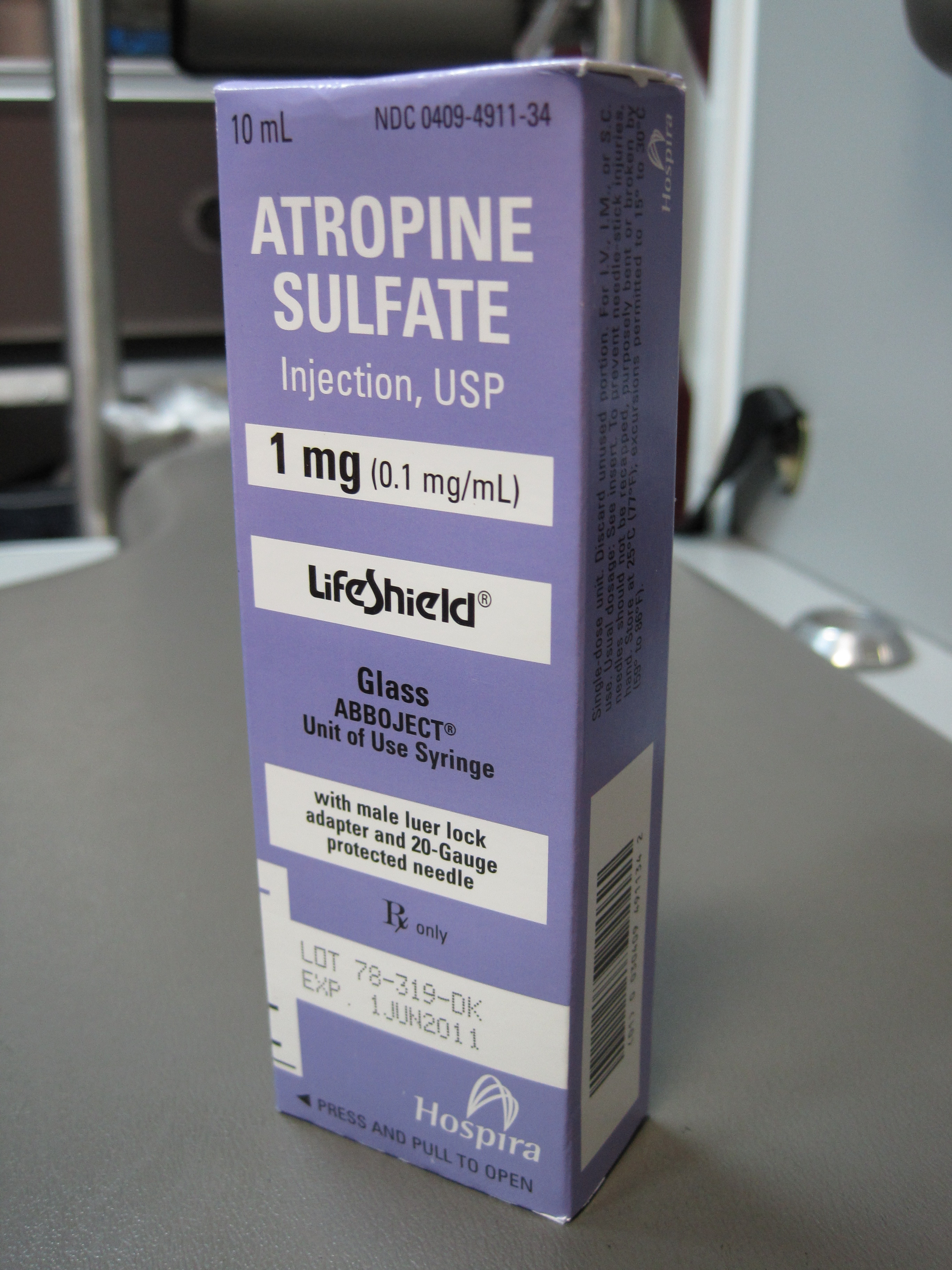
Verpackte Ampulle mit Atropin

Der Atropintest (auch: Atropin-Test) besteht in der, in der Regel intravenösen, Gabe von Atropin bei einem Menschen oder anderen Säugetieren und der Beobachtung eines daraufhin eintretenden, beim Gesunden zu erwartenden, Anstiegs der Herzfrequenz, der eine der wesentlichen Wirkungen des Parasympatholytikums ist und bei krankhaften Zuständen auch ausbleiben kann.

## Anwendung bei Bradykardie
Zur Differentialdiagnostik von Bradykardien werden beim Hund 0,02 bis 0,04 mg Atropin pro kg Körpergewicht subcutan gespritzt. Anschließend wird für 45 bis 60 Minuten die Herzfrequenz überwacht. Die zu erwartende Herzfrequenz liegt bei 140 bis 200 Schlägen pro Minute. Fehlt dieser Anstieg oder fällt er mit 70 bis 130 Schlägen pro Minute nur moderat aus, kann auf das Bestehen eines Sick-Sinus-Syndroms geschlossen werden. Beim Menschen erhöht sich die Herzfrequenz nach einer intravenösen Gabe von 0,5 bis 2 mg im Regelfall um mehr als 50 %. Nimmt sie um weniger als 25 % zu oder steigt nicht über 90 Schläge pro Minute, wird dies als Hinweis auf eine Störung der Funktion des Sinusknotens gewertet.

## Anwendung in der Hirntoddiagnostik
Der Atropintest ist ein fakultatives, also nicht unbedingt nötiges, weder hinreichendes, noch notwendiges, ergänzendes Hilfsmittel bei der Diagnostik des Hirntodes. Im Protokoll zur Feststellung des Hirntodes ist er nicht enthalten. Bei Verdacht auf Hirntodsyndrom werden 0,5 bis 2 mg Atropin intravenös verabreicht. Ein fehlender Herzfrequenzanstieg spricht für eine Denervierung des Herzens und eine Zerstörung der parasympathischen Vaguskerne im unteren Hirnstamm. Damit ist der Hirntod nicht bewiesen, ein Anstieg der Herzfrequenz schließt ihn jedoch aus.